# 이즘
이즘(IZM)은 대한민국의 음악 웹진이다. 음반 리뷰, 음악가 인터뷰 등이 게재되며, 2001년 임진모가 설립했다. 현재는 임진모 대중음악평론가를 비롯해 김반야, 박지현, 소승근, 신현태, 이기선, 이기찬, 이수호, 이종민, 이택용, 정민재, 정연경, 정유나, 한동윤, 현민형, 홍은솔, 황선업의 총 열일곱 명의 필자가 웹진에서 활동하고 있다.
웹사이트의 이름에 대해서는 이렇게 밝혔다. "IZM은 이 웹진을 만든 임진모 대중음악평론가의 이니셜에서 힌트를 얻었습니다. 그리고 -ism(사상)이라는 영어 접미사를 결합해 음악에 대한 생각을 담는 웹진이라는 의미도 동시에 담았습니다."

## 같이 보기
- 웨이브 (웹진)